# Le sort n'a pas voulu
Le sort n’a pas voulu (en russe  : Ne soudba) est une nouvelle d’Anton Tchekhov, parue en 1885.

## Historique
Le sort n’a pas voulu est initialement publié dans la revue russe Les Éclats, no 28, du 13 juillet 1885, sous le pseudonyme A.Tchekhonte. Aussi traduit sous le titre Ce n’est pas son destin.

## Résumé
Les propriétaires Gadioukine et Chilokhvostov se rendent au chef-lieu pour l’élection du juge de paix. En chemin, ils devisent sur le mauvais état des ponts et l’incapacité notoire du président du Zemstvo. Gadioukine prie son ami de se présenter au poste de président pour améliorer tout cela. Celui-ci préfère un poste de juge : le salaire est le même, et on a moins de travail.
Soudain, Chilokhvostov reconnaît le père Onesime qui va dans la même direction : c’est un vieil ennemi, et surtout, rencontrer un pope sur son chemin porte malheur. De plus, à chaque élection, Chilokhvostov se prend une veste à cause des médisances du pope.
Le soir, sur le chemin du retour, Chilokhvostov est une fois de plus battu, même Gadioukine n’a pas voté pour lui.
Un mois plus tard, nouveau déplacement pour l’élection du président de l’assemblée rurale. Chilokhvostov s’est levé aux aurores pour ne pas croiser le pope. Peine perdue : un lapin traverse la route devant lui, c’est mauvais signe. Il fait demi-tour, persuadé qu’il ne sera pas élu.

## Édition française
- Ce n’est pas son destin, dans Œuvres de A.Tchekhov 1885, traduit par Madeleine Durand et Edouard Parayre, Les Editeurs Français Réunis, 1955, numéro d’éditeur 431.